# Vivantes
Koordinaten: 52° 33′ 50,8″ N, 13° 21′ 12,2″ O
Die Vivantes – Netzwerk für Gesundheit GmbH (kurz Vivantes) ist ein kommunaler Krankenhausbetreiber in Berlin. Alleiniger Anteilseigner ist das Land Berlin. Das Unternehmen wurde zum 1. Januar 2001 gegründet und ist nach eigenen Angaben Deutschlands größter kommunaler Krankenhauskonzern.

## Geschichte

### 1850–2001

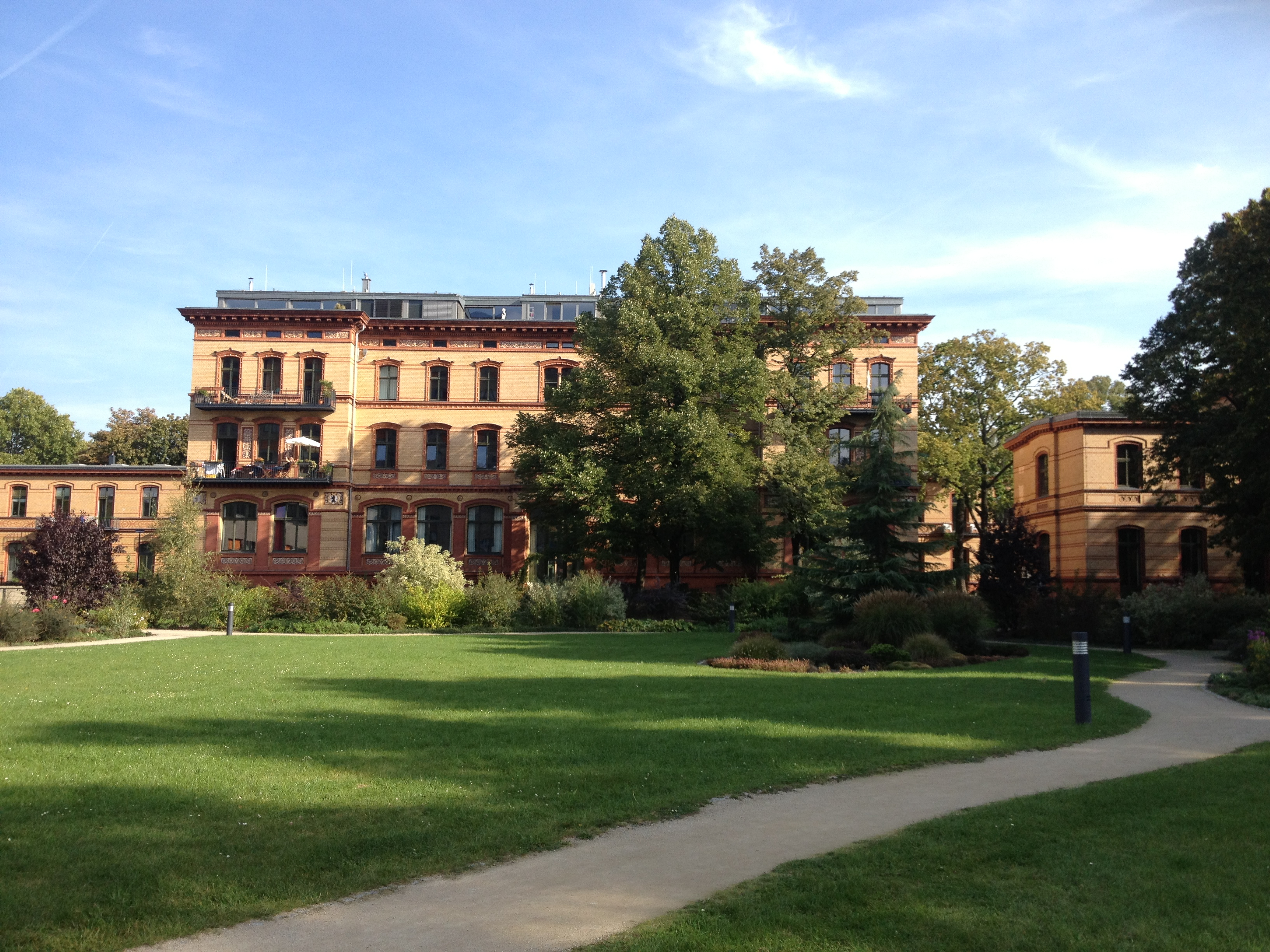
Das 1890 eröffnete Krankenhaus Am Urban in Kreuzberg

Ab Mitte des 19. Jahrhunderts entstanden in Berlin verschiedene Krankenhäuser, welche später in Vivantes eingegliedert wurden. Dazu zählten beispielsweise das erste Städtische Krankenhaus in Spandau, welches 1854 in der Havelstraße gebaut wurde, das 1874 gegründete Städtische Krankenhaus Am Friedrichshain, das 1890 eröffnete Krankenhaus Am Urban sowie das 1899 eröffnete Städtische Krankenhaus zwischen Lynarstraße und Neue Bergstraße. 1880 wurde die Irrenanstalt Dalldorf (ab 1967: Karl-Bonhoeffer-Nervenklinik, die 1997 mit dem Krankenhaus Reinickendorf fusionierte) als erste Berliner Heil- und Pflegeanstalt gegründet.
Im Jahr 1909 wurde das Rixdorfer Krankenhaus eröffnet, welches nach drei Jahren in das Städtische Krankenhaus Neukölln umbenannt wurde. Im Jahr 1910 erfolgte die Eröffnung der Krankenhäuser der Gemeinden Reinickendorf, Tegel, Wittenau sowie Rosenthal in der Teichstraße.
Während des Nationalsozialismus wurden jüdische Krankenhausmitarbeiter aus dem Dienst gedrängt und deportiert oder zur Emigration gezwungen. Zudem wurden die Gebäude der städtischen Krankenhäuser teilweise besetzt sowie umbenannt. Zudem erfolgte die Vertreibung des jüdischen Personals. Des Weiteren führten die Bombenangriffe während des Zweiten Weltkriegs zu Beschädigungen vieler städtischer Krankenhäuser, die nach dem Krieg wiederaufgebaut wurden.
Nach der Teilung Berlins im Jahr 1949 entstand 1951 im westlichen Teil der Stadt das Wenckebach-Krankenhaus, welches 1945 von einem Militärkrankenhaus zu einem städtischen Krankenhaus umgewandelt worden war. 1953 begann der Aufstand vom 17. Juni 1953 in der DDR mit Arbeitsniederlegungen auf zwei Berliner Großbaustellen, darunter auch am Krankenhausneubau des Städtischen Krankenhaus Am Friedrichshain.
1967 führte Emil Bücherl die erste Lungentransplantation Europas in der Lungenchirurgie Neuköllns durch. In den Siebzigerjahren erfolgten weitere Klinikzusammenschlüsse in West-Berlin, die zur Entstehung des Humboldt-Krankenhauses (Fusion aus dem Städtischen Krankenhaus Tegel Süd und dem Klinikum Wiesengrund), des Krankenhauses Spandau (Fusion aus dem Städtischen Krankenhaus Spandau Nord und dem Städtischen Krankenhaus Spandau Süd) sowie des Krankenhauses Neukölln (Fusion aus dem Krankenhaus Britz und der Frauenklinik am Mariendorfer Weg) führten. Seit 1975 wird das Krankenhaus Neukölln als Akademisches Lehrkrankenhaus der Charité genutzt. Des Weiteren wurden in den Siebzigerjahren das Krankenhaus Am Urban sowie das Auguste-Viktoria-Klinikum zu akademischen Lehrkrankenhäusern der Charité ernannt. In den folgenden Jahren wurden alle Vivantes Klinika Lehrkrankenhäuser der Charité.
1985 erfolgte die Eröffnung des neuen Humboldt-Krankenhauses in Reinickendorf. Ein Jahr später wurde das neue Hauptgebäude des Klinikums Neukölln fertiggestellt.

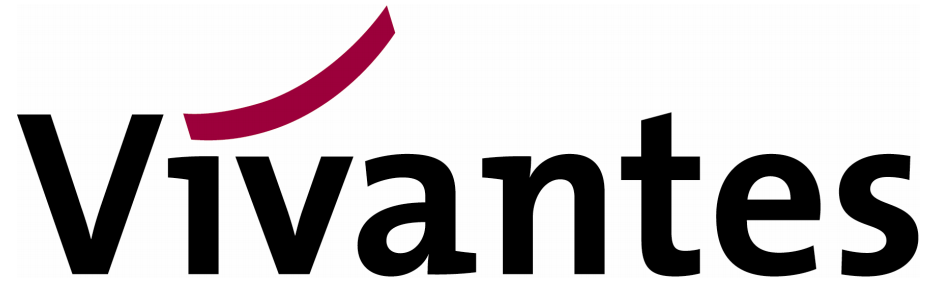
Vivantes Logo bis 2007

Die Zusammenlegung des Krankenhauses Kaulsdorf und des Wilhelm-Griesinger-Krankenhauses in Biesdorf erfolgte im Jahr 1997, wodurch das Krankenhaus Hellersdorf entstand. Zudem wurde im selben Jahr die Karl-Bonhoeffer-Nervenklinik in das Humboldt-Krankenhaus integriert.

### 2001–Gegenwart
Zum 1. Januar 2001 wurde die Net-Ge Kliniken für Berlin GmbH als Zusammenschluss der zu diesem Zeitpunkt verbliebenen städtischen Krankenhäusern Berlins gegründet. Die Net-Ge umfasste zum Gründungszeitpunkt die Krankenhäuser Friedrichshain, Hellersdorf, Prenzlauer Berg, Spandau, Reinickendorf, Neukölln, Urban in Kreuzberg, Auguste-Viktoria in Schöneberg und Wenckebach in Tempelhof. Ein halbes Jahr später erfolgte die Umbenennung der Net-Ge in die Vivantes – Netzwerk für Gesundheit GmbH.

## Unternehmensstruktur
Nach eigenen Angaben wird rund ein Drittel der Berliner Krankenhauspatienten von Vivantes versorgt. Vivantes betreibt acht Klinika und ein Fachkrankenhaus für Geriatrie, die insgesamt über 6061 Betten verfügen (Stand 2023).
Der Vivantes-Konzern umfasst die Vivantes – Netzwerk für Gesundheit GmbH mit folgenden verbundenen Unternehmen: Die Vivantes Rehabilitation GmbH betreibt ein ambulantes Rehabilitations- und Therapiezentrum auf dem Gelände des Vivantes Auguste-Viktoria-Klinikum für kardiologische, neurologische, onkologische und orthopädische Erkrankungen. Die Vivantes – Forum für Senioren GmbH betreibt 18 Pflegeeinrichtungen der Normalpflege und drei Kurzzeitpflegeeinrichtungen für Senioren sowie zwei Seniorenwohnhäuser. Über die Vivantes – MVZ GmbH werden 13 medizinische Versorgungszentren mit 60 Facharztpraxen betrieben; unter der Vivantes Hospiz gGmbH agiert das Hospiz der Vivantes. Das Ida-Wolff-Krankenhaus mit Schwerpunkt Geriatrie wird von der Vivantes Ida-Wolff-Krankenhaus GmbH geführt. Die SVL Speiseversorgung und -logistik GmbH ist für die Cafeterien und die Gastronomie der Vivantes-Einrichtungen zuständig, während die VivaClean Nord GmbH und die VivaClean Süd GmbH Reinigungsdienste übernehmen. Weitere Dienstleistungen werden von der Vivantes Service GmbH erbracht. Die BBG Berliner Bildungscampus für Gesundheitsberufe gGmbH (Beteiligung zu 51 Prozent, 49 Prozent werden von der Charité – Universitätsmedizin Berlin gehalten) fasst das Ausbildungsangebot des Konzerns zusammen.
Zudem ist Vivantes zu jeweils 50 Prozent an den Unternehmen Labor Berlin – Charité Vivantes GmbH, Labor Berlin – Charité Vivantes Services GmbH und MVZ Charité Vivantes GmbH beteiligt.

### Kennzahlen
Vivantes erwirtschafte im Geschäftsjahr 2024 Umsatzerlöse in Höhe von 1,66 Milliarden Euro (2023: 1,50 Milliarden Euro). In den Vivantes-Kliniken und dem Ida-Wolff-Krankenhaus wurden im Jahr 2024 197.575 stationäre  Fälle (2023: 188.280 stationäre Fälle) behandelt. Die Zahl der Pflegeplätze belief sich im Geschäftsjahr 2024 auf 2.362. Im selben Geschäftsjahr standen 16 Pflegeplätze im Hospiz zur Verfügung.
Zum Jahresende 2024 waren 20.215 Mitarbeitende für den Vivantes-Konzern tätig.

### Vorsitzende der Geschäftsführung
- Johannes Danckert (seit Juli 2020)
- Andrea Grebe (Oktober 2013 bis Juli 2020)
- Joachim Bovelet (Februar 2007 bis April 2013)
- Holger Strehlau-Schwoll (Januar 2006 bis Februar 2007)
- Wolfgang Schäfer (November 2000 bis Dezember 2005)

## Einrichtungen
Zu den Einrichtungen des Unternehmens gehören Krankenhäuser, Pflegeeinrichtungen sowie weitere Einrichtungen, die sich über verschiedene Stadtteile Berlins erstrecken.

### Fachbereiche und Zentren
Die Gesundheitseinrichtungen von Vivantes bieten in Berlin medizinische Versorgung, Rehabilitation und Pflege an. 2022 behandelte Vivantes in den Rettungsstellen der Kliniken 304.000 Notfälle. Nach eigener Aussage werden in den Kliniken und weiteren Einrichtungen des Unternehmens insgesamt rund eine halbe Millionen Behandlungen jährlich durchgeführt.
Die Fachbereiche des Konzerns in den verschiedenen Einrichtungen sind Anästhesie, Adipositas und metabolische Chirurgie, Augenheilkunde, Intensivmedizin, Schmerztherapie, Chirurgie (Allgemein- und Viszeralchirurgie; Endokrine Chirurgie; Plastische, Ästhestische und Rekonstruktive Chirurgie; Unfallchirurgie; Gelenke und spezielle Orthopädische Chirurgie; Neurochirurgie; Wirbelsäulenchirurgie), Dermatologie und Phlebologie, Ernährungsmedizin, Suchtmedizin, Geburtsmedizin und Gynäkologie, Gefäßmedizin, Geriatrie und Gerontopsychiatrie, Hals-Nasen-Ohrenheilkunde, Pathologie, Innere Medizin (Gastroenterologie, Infektiologie, Pneumologie, Kardiologie, Diabetologie, Nephrologie), Kinder- und Jugendmedizin sowie Kinder- und Jugendpsychiatrie, Psychotherapie und Psychosomatik, Kinder- und Neugeborenenchirurgie, Onkologie, Hämatologie, Palliativmedizin, Orthopädie, Neurologie mit Stroke Unit, Nuklearmedizin, Psychiatrie, Psychotherapie und Psychosomatik, Radiologie und interventionelle Therapie und Urologie. Außerdem betreibt Vivantes sieben Rettungsstellen für Erwachsene und zwei Kinderrettungsstellen.
Vivantes unterhält psychiatrische Tageskliniken, psychiatrische Institutsambulanzen und psychiatrisch-psychotherapeutische Fachabteilungen im Humboldt-Klinikum, im Klinikum Spandau, im Auguste-Viktoria-Klinikum, im Klinikum Kaulsdorf, im Klinikum Neukölln, im Wenckebach-Klinikum, im Klinikum Am Urban und im Klinikum im Friedrichshain.
Im Bereich Schwangerschaft und Geburt informieren außerdem die Babylotsen des Unternehmens über Beratungsangebote zu verschiedenen Aspekten der Elternschaft und Geburt.

### Kliniken

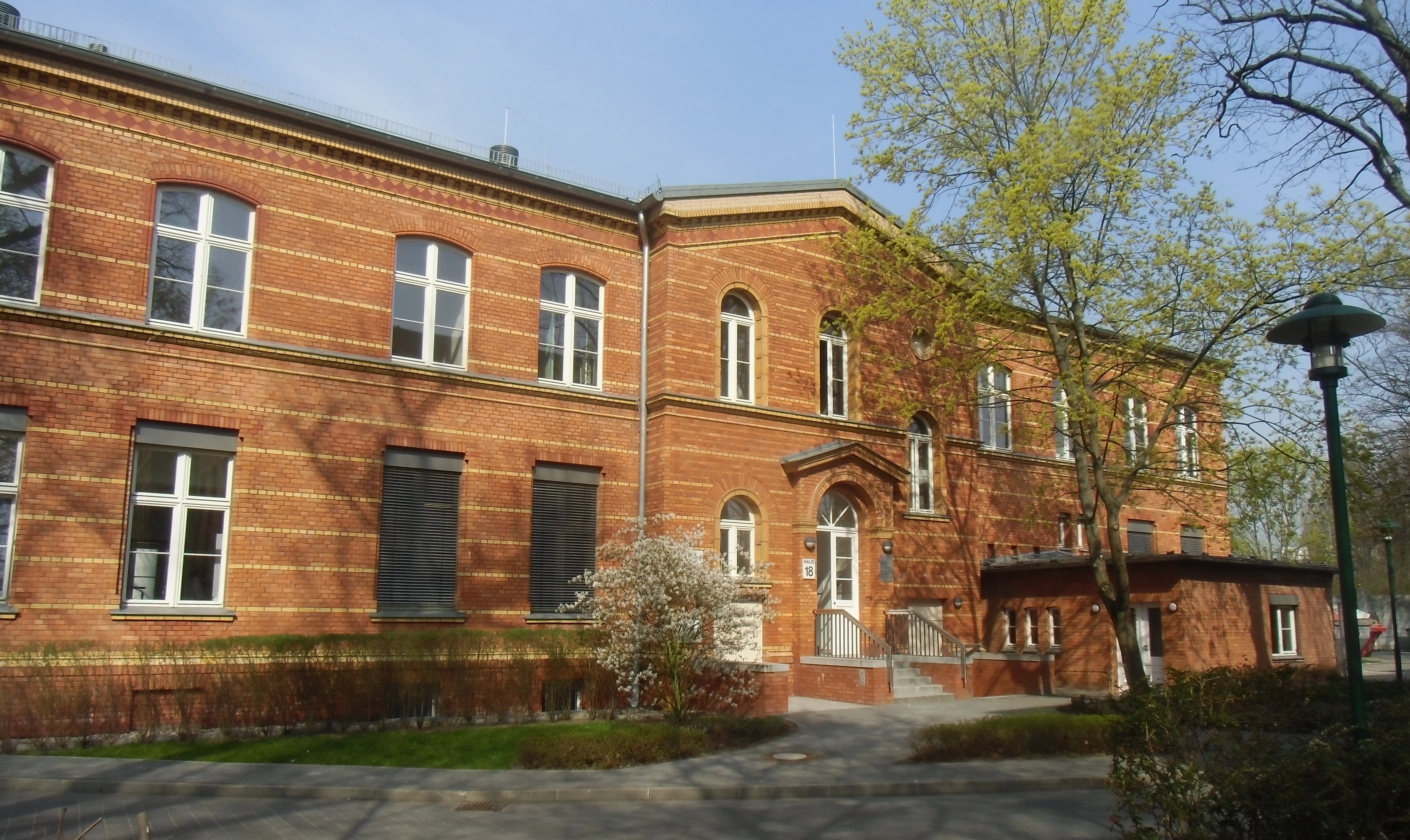
Klinikum im Friedrichshain

Zum Konzern gehören acht Klinika und ein geriatrisches Fachkrankenhaus:
- Auguste-Viktoria-Klinikum
- Humboldt-Klinikum
- Ida-Wolff-Krankenhaus, Fachkrankenhaus für Geriatrie
- Klinikum Am Urban
- Klinikum Kaulsdorf
- Klinikum im Friedrichshain
- Klinikum Neukölln
- Klinikum Spandau
- Wenckebach-Klinikum

### Pflegeeinrichtungen
Des Weiteren sind folgende Pflegeeinrichtungen im Geschäftsbereich Vivantes – Forum für Senioren GmbH tätig:
- Haus Dr.-Hermann-Kantorowicz (Spandau)
- Haus Ernst Hoppe (Spandau)
- Haus Franckepark (Tempelhof)
- Haus Jahreszeiten (Friedrichshain-Kreuzberg)
- Haus John F. Kennedy (Reinickendorf)
- Haus Jungfernheide (Charlottenburg-Wilmersdorf)
- Haus Kaulsdorf (Marzahn-Hellersdorf)
- Haus Leonore (Steglitz-Zehlendorf)
- Haus Rhinstraße (Lichtenberg)
- Haus Seebrücke (Spandau)
- Haus Sommerstraße (Reinickendorf)
- Haus St. Richard (Neukölln)
- Haus Teichstraße (Reinickendorf)
- Haus Weidenweg (Friedrichshain-Kreuzberg)
- Haus Wilmersdorf (Charlottenburg-Wilmersdorf)
- Ida-Wolff-Pflegeheim (Neukölln)

Standorte der Kurzzeitpflege:
- Wenckebach
- Ida Wolff
- Rhinstraße
- Sommerstraße

Standorte der Gerontopsychiatrie:
- John-F-Kennedy

## Ausbildung
Vivantes unterhielt bis 2020 das konzerneigene Institut für berufliche Bildung im Gesundheitswesen (IbBG), das zum 1. Januar 2020 mit der Gesundheitsakademie der Berliner Charité zur Berliner Bildungscampus für Gesundheitsberufe gGmbH (BGB) zusammengelegt wurde. Das Institut umfasst rund 3000 Ausbildungsplätze (zum Beispiel zur Pflegefachkraft) an 13 Schulen und bietet in Kooperation mit der Charité den Studiengang Angewandte Hebammenwissenschaften an. Zudem werden Weiterbildungen zum Logopäden oder Physiotherapeuten angeboten.

## Kontroversen

### Gerichtsverfahren
Dieter Wopen, der von Ende 2007 bis Ende 2012 Geschäftsführer der Vivantes-Tochtergesellschaft Forum für Senioren gewesen war, wurde im Rahmen einer Anklage vorgeworfen, nach Errichtung eines Pflegeheims durch die Vermögensverwaltungsgesellschaft Senectus GmbH, nicht auf Vertragserfüllung in Form des vereinbarten Komplettpakets bestanden zu haben. Damit war Forum für Senioren gezwungen, zusätzliche Gelder für die Einrichtung des Pflegeheims aufzubringen. Auch dabei habe sich Wopen pflichtvergessen verhalten, indem er die Anschaffung von Möbeln nicht offiziell ausgeschrieben, sondern freihändig vergeben habe. Durch Wopens Vorgehen sei der Vivantes-Tochter ein Schaden von mehreren Hunderttausend Euro entstanden. Zum Zeitpunkt der Klageeinreichung war er bereits in den Vorstand der Marseille-Kliniken gewechselt (seit Ende 2015 MK-Kliniken). Der frühere Geschäftsführer von Vivantes, Joachim Bovelet, habe Wopens Verhalten gedeckt und sich so mitschuldig gemacht. Die Berliner Staatsanwaltschaft reichte im Februar 2014 eine Klage aufgrund von Untreue gegen Bovelet ein. Dies geschah nach Bovelets Ausscheiden aus dem Konzern im Februar 2013. Das Verfahren wurde im Mai 2018 wegen mangelnden Tatverdachts eingestellt.
Im März 2014 entließ Vivantes den damaligen Finanzgeschäftsführer Bernd K., weil er verdächtigt wurde, Bestechungsgelder von Auftragnehmern bei Vergabeverfahren angenommen zu haben. Zur Anklage kam es im Fall eines Reinigungsunternehmens mit Kontakten zur Berliner Clan-Kriminalität, das sich um einen Auftrag zur Schneebeseitigung bemüht hatte, sowie im Fall einer Telekommunikationsgesellschaft, die hoffte, den Auftrag zur Modernisierung der entsprechenden Vivantes-Anlagen zu erhalten. Im Fall des Reinigungsunternehmens entging Bernd K. einer Verurteilung aufgrund nicht ausreichender Indizien. Ein Urteilsspruch im Prozess um die Erteilung des Auftrages zur Modernisierung des Vivantes-Telekommunikationsnetzes steht noch aus (Stand Dezember 2020). Im Nachhinein wurde zudem bekannt, dass die international tätige Personalberatungsgesellschaft Kienbaum den Vivantes-Aufsichtsrat im Jahr 2011 vor einer Anstellung K.'s gewarnt hatte.

### Der Fall Heinisch
Die Altenpflegerin Brigitte Heinisch war zwischen 2002 und Anfang 2005 in einer Berliner Pflegeeinrichtung des Konzerns beschäftigt. In dieser Zeit beklagte sie die Arbeitsüberlastung des Pflegepersonals, vor allem wies sie auf erhebliche Mängel in der Pflegequalität und Pflegedokumentation hin. Dies geschah anfangs konzernintern, dann öffentlich, indem sie im Dezember 2004 gegen Vivantes Strafanzeige wegen Betruges erhob. Daraufhin wurde ihr im Februar 2005 fristlos gekündigt.
In der Folge kam es vor Berliner Gerichten zu mehreren Prozessen und schließlich zur Anrufung des Europäischen Gerichtshofs für Menschenrechte (EGMR) durch Brigitte Heinisch, die ihr Recht auf Meinungsfreiheit durch die Urteile deutscher Gerichte verletzt sah. Zuvor hatten sowohl das Berliner Landesarbeitsgerichts als auch das Bundesverfassungsgericht ihre Kündigung für rechtmäßig erklärt. In der Causa Heinisch v. Germany erhielt sie schließlich 15.000 Euro Schadenersatz zugesprochen, zahlbar durch die Bundesrepublik Deutschland (Urteil Nr. 28274/08 vom 21. Juli 2011 des EGMR).
Abschließend beigelegt wurde der Fall in einem gerichtlichen Vergleich, bei dem Vivantes der ehemaligen Mitarbeiterin 90.000 Euro zahlte und die fristlose Kündigung in eine ordentliche wandelte.
Für ihr Engagement wurde Heinisch 2007 der Whistleblower-Preis der Vereinigung Deutscher Wissenschaftler (VDW) und der Deutschen Sektion der International Association of Lawyers against Nuclear Arms (IALANA) verliehen.

### Arbeitsbedingungen und Streiks
2021 schlossen sich Angestellte der Vivantes, deren Tochterunternehmen und der Charitè zur Berliner Krankenhausbewegung zusammen. Die Forderungen der Bewegung bezogen sich auf Überlastung im Krankenhausbetrieb und Bezahlung unterhalb des Tarifvertrags für den öffentlichen Dienst (TVöD). Beschäftigte von Vivantes-Tochterunternehmen in den Bereichen Reinigung, Transport und Gastronomie, deren Bezahlung auf den niedrigeren NGG- und IG-Bau-Tarifen basierte, forderten eine Angleichung der Löhne an den TVöD, während das Pflegepersonal des Krankenhausträgers eine Verringerung der Arbeitsbelastung durch einen Entlastungstarifvertrag erwirken wollte.
Vivantes-Sprecher erklärten, dass es zum einen schwierig sei, ausreichend Fachpersonal zu finden – die Forderung nach abgesenkten Personalschlüsseln könne demnach nur durch die Streichung von Betten umgesetzt werden; zum anderen würde eine Angleichung an den TVöD zusätzliche Kosten von 35 bis 40 Millionen Euro erzeugen, die aufgrund der fixen Fallpauschalen nicht ausgeglichen werden könnten und das Vorjahresdefizit von 20 Millionen Euro noch verstärken würden. Im Rahmen dessen wurde die fehlende Bereitschaft des Landes Berlin, zusätzliche Kosten auszugleichen, thematisiert.
Im Mai 2021 drohten Pflegekräfte mit Streiks, wenn keine Fortschritte in den Verhandlungen erzielt werden könnten. Die Warnung richtete sich sowohl an die Krankenhausträger Vivantes und Charité, als auch an das Land Berlin. Kurz vor Antritt der angekündigten Streiks im August erwirkte Vivantes dagegen einen Unterlassungsbescheid, da keine Notdienstvereinbarung zwischen Arbeitgeber- und Arbeitnehmern zustande gekommen war. Das Arbeitsgericht entschied jedoch nach Rücksprache mit den Gewerkschaftern, dass von einer ausreichenden Notversorgung ausgegangen werden könne, und erlaubte die Streiks.
Nach mehrwöchigen Streiks kam es im Oktober 2021 zu einer Einigung zwischen Verdi und Vivantes, zunächst über einen Entlastungstarifvertrag mit dem Konzern, und dann zu einer schrittweisen Angleichung der Löhne in den Tochterunternehmen auf bis zu 96 % des TVöD.
Im Sommer 2022 kam es zu Kritik hinsichtlich der nun gültigen Tarifverträge. Dem Konzern wurde vorgeworfen, die Umsetzung der Tarifverträge zu verzögern und nicht wie vereinbart umzusetzen. Eine Gewerkschafterin, die in einem Interview mit der taz Kritik am Konzern geäußert hatte, erhielt für diese Aussagen eine Abmahnung. Verdi Berlin verurteilte die Abmahnung und warf dem Konzern vor, „Kritik einfach zu verbieten, anstatt die Probleme konstruktiv zu lösen“. Später entfernte Vivantes die Abmahnung aus der Personalakte der Gewerkschafterin.